# ザ・パッセージ/ピレネー突破口
『ザ・パッセージ/ピレネー突破口』（ザ・パッセージ/ピレネーとっぱこう、The Passage）は、1979年に公開されたJ・リー・トンプソン監督によるイギリスのアクション・戦争映画である。出演はアンソニー・クイン、ジェームズ・メイソン、マルコム・マクダウェル、パトリシア・ニールである。ブルース・ニコライセンの1976年の小説『Perilous Passage』を基にしており、脚本もニコライセンが書いている。

## あらすじ
第２次世界大戦中、ユダヤ人迫害が激化するナチス占領下のフランス。ユダヤ人科学者ベルグソン（ジェームズ・メイソン）は家族を伴い、スペインへの脱出を計画する。彼らを援助するのはバスク人の老ガイド（アンソニー・クイン）。国境に立ちはだかるピレネー山脈の深い雪と厳しい寒さでベルグソン一家と老ガイドの脱出行は過酷を極めるが、更に彼らの後にはベルグソン逮捕に執念を燃やす指揮官フォン・ベルコフ（マルコム・マクダウェル）率いるナチス親衛隊（SS）が迫るのだった――。

## キャスト
| 役名                 | 俳優                   | 日本語吹替                        |
| 役名                 | 俳優                   | テレビ朝日版                      |
| -------------------- | ---------------------- | --------------------------------- |
| バスク人             | アンソニー・クイン     | 小松方正                          |
| ジョン・ベルグソン   | ジェームズ・メイソン   | 高橋昌也                          |
| フォン・ベルコウ大尉 | マルコム・マクダウェル | 樋浦勉                            |
| ロマ族の長           | クリストファー・リー   | 加藤精三                          |
| アリエル・ベルグソン | パトリシア・ニール     | 公卿敬子                          |
| リー・ベルグソン     | ケイ・レンツ           | 横沢啓子                          |
| ポール・ベルグソン   | ポール・クレメンズ     | 永久勲雄                          |
| アラン・ルノードー   | マイケル・ロンズデール | 坂口芳貞                          |
| ペレア               | マイケル・ボズフィ     | 仲村秀生                          |
| 不明 その他          |                        | 仲木隆司 郷里大輔 伊井篤史 筈見純 |
|                      |                        |                                   |
| 演出                 | 演出                   | 小林守夫                          |
| 翻訳                 | 翻訳                   | 飯嶋永昭                          |
| 効果                 | 効果                   | 遠藤堯雄 桜井俊哉                 |
| 調整                 | 調整                   | 前田仁信                          |
| 制作                 | 制作                   | 東北新社                          |
| 解説                 | 解説                   | 淀川長治                          |
| 初回放送             | 初回放送               | 1983年12月11日 『日曜洋画劇場』   |